# Пивзавод Боте
Будівля корпусу № 2 Пивзаводу Боте. Фердинанд Боте заснував перший паровий пивоварний завод на півдні України в 1873 році. Тоді його підприємство знаходилось прямо на Озерній площі. Завод працював навіть у часі революції і громадянської війни. Технологію тримали в суворій таємниці. Фабрика закрилась лише у 1984 році. Себто через більше ніж століття після заснування. На зміну їй прийшов Дніпропетровський пивоварний завод, котрий відкрили в іншому місці.

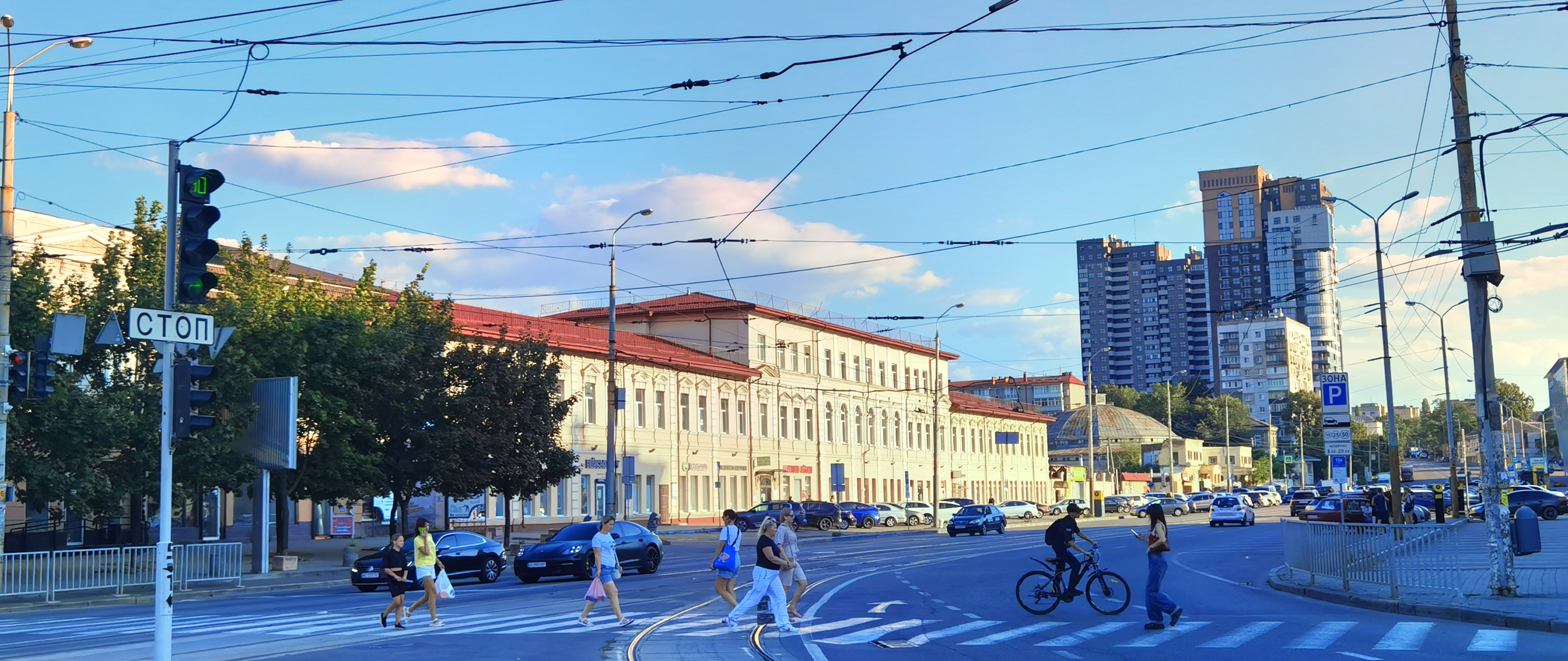
Будівля пивзаводу Боте

У 2005 році завод перейшов на виробництво солоду і незабаром французькі інвестори його викупили. Виробництво пива припинилось.
На місці заводу зараз знаходиться магазин тканин. Частина дому здається під офіси.
20 грудня 2024 року в Дніпрі за пдтримки пивоварні MOVA на фасаді будівлі колишнього пивзаводу Ф.Ф. Боте встановили мініскульптуру «Пиво «Дніпро» в рамках проєкту «Відчуй Дніпро»